# Kurilenstraßen

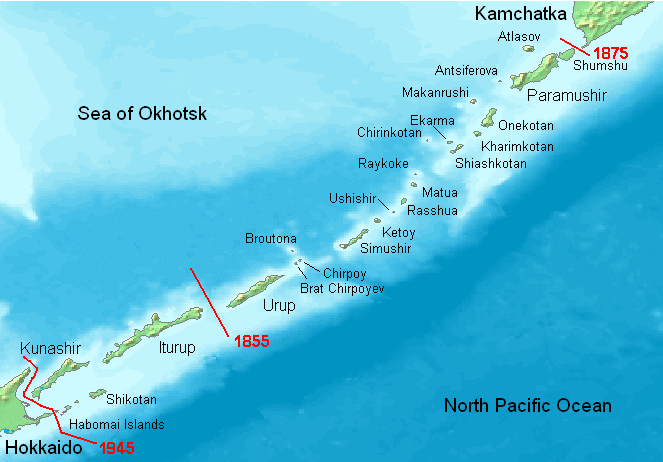
Kurilen

Als die Kurilenstraßen (russisch Курильские проливы Koerilskieje prolivy) bezeichnet man die Meeresstraßen, welche die Inseln der Kurilen voneinander trennen und somit das Ochotskische Meer mit dem Pazifischen Ozean verbinden.
Die Kurilenstraßen sind im Folgenden von Nordosten nach Südwesten aufgelistet:
- Kurilenstraße (oder Erste Kurilenstraße) – zwischen der Halbinsel Kamtschatka (NW) und der Insel Schumschu (SO);
- Zweite Kurilenstraße – zwischen Schumschu (NW) und Paramuschir (SO);
- Alaid-Straße – zwischen Atlassowa (NW) und Paramuschir (SO)
- Levasjova-Straße – zwischen Paramuschir (NW) und den Ptitsji-Inseln (SW);
- Luschin-Straße (Dritte Kurilenstraße) – zwischen Anziferowa (NO) und Paramuschir (SO)
- Vierte Kurilenstraße – zwischen Anziferowa (NO) und Paramuschir (NO) und Makanruschi (SW) und Onekotan (SW);
- Krenizyn-Straße – zwischen Onekotan (NO) und Charimkotan (SW);
- Ekarma-Straße – zwischen Ekarma (NW) und Schiaschkotan (SO);
- Krusenstern-Straße – zwischen den Lowuschki-Felsen (N) und Raikoke (S);
- Golownin-Straße – zwischen Raikoke (N) und Matua (S);
- Nadeschda-Straße – zwischen Matua (NO) und Rasschua (SW)
- Srednego-Straße – zwischen Rasschua (NO) und den Uschischir-Inseln (SW);
- Rikorda-Straße – zwischen Uschischir (NO) und Ketoi (SW)
- Diana-Straße – zwischen Ketoi (NO) und Simuschir (SW)
- Boussole-Straße – zwischen Simuschir (NO) und Tschirpoi (SW);
- Snou-Straße – zwischen Tschirpoi (NO) und Brat Tschirpojew (SW) und Morskaja Vydra (SW)
- Urup-Straße zwischen Tschirpoi (NO) und Urup (SW)
- Fries-Straße – zwischen Urup (NO) und Iturup (SW);
- Jekaterina-Straße – zwischen Iturup (NO) und Kunaschir (SW);
- Südkurilen-Straße – zwischen Kunaschir (NW) und den Chabomai-Inseln (SO);
- Polonskogo-Straße – zwischen Polonskogo (NO) und Seljony (SW);
- Vojekova-Straße – zwischen Seljony (NO) und Juri (SW);
- Juri-Straße – zwischen Juri (NO) und Anutschina (SW);
- Tanfiljewa-Straße – zwischen Tanfiljewa (NW) und Anutschina (SO);
- Nemuro-Straße (Straße von Kunaschir) – zwischen Kunaschir (O) und der Shiretoko-Halbinsel auf Hokkaidō (W);
- Izmena-Straße – zwischen Kunaschir (N) und der Notsuke-Halbinsel auf Hokkaidō (S).

Die Meeresstraßen bestehen teilweise aus überströmten Tälern zwischen den aus dem Meer herausragenden Vulkankegeln, welche die Kurileninseln geformt haben.
Die Breite der Meerengen variiert zwischen 1,8 km (Zweite Kurilenstraße) und 68 km (Boussole-Straße), während die maximalen Wassertiefen zwischen 10 m und 500 m liegen.
Die Kurilenstraßen sind gekennzeichnet durch starke Gezeitenströme mit  Geschwindigkeiten zwischen 2 und 12 km/h.
Ein Teil der Meerengen wird im Spätwinter von Treibeis durchströmt.